# Mury obronne w Kożuchowie

Rekonstrukcja układu przestrzennego miasta z XV - XVI w

Mury obronne w Kożuchowie – średniowieczne mury obronne w Kożuchowie w woj. lubuskim należą do najlepiej zachowanych w Polsce.
W dokumentach z 1273 roku wzmiankowano o istnieniu obwarowań już w 1253 roku. Były to prawdopodobnie umocnienia drewniano-ziemne, które na przełomie XIII i XIV w. zamieniono murami. Zachowane do dziś niemal na całej długości mury z kamienia polnego miały ceglane przedpiersia i wznosiły się w średniowieczu do wysokości 8 metrów. Grubość murów dochodziła do 2 metrów a przedpiersi do pół metra. Od strony wewnętrznej umieszczone były drewniane pomosty i ganki chroniące obrońców. Wysunięte przed pierścień murów trzypoziomowe, prostokątne baszty-czatownie posiadały ściany tylko z trzech stron. Od strony miasta były otwarte na całej wysokości. Osiemnastowieczne ryciny ukazują baszty nakryte wysokimi dachami. 
Całość otaczała szeroka nawodniona fosa, a od strony północnej dodatkową osłonę stanowiły bagna. Zapewne ten naturalny element obronny miał wpływ na umieszczenie w tej części sprzężonego z obwarowaniami zamku. Do tak umocnionego miasta można było wjechać przez trzy bramy. Od strony wschodniej Brama Głogowska, zachodniej – Brama Żagańska i północnej – Brama Krośnieńska. Przed bramami znajdowały się przerzucone przez fosę zwodzone drewniane mosty. W XV w. wybudowano czwartą bramę od strony południowej – Bramę Szprotawską. W tym też okresie miasto przystosowano do obrony artyleryjskiej obwarowując go drugim pasem niskich kamiennych murów i umieszczając w nich półkoliste basteje. 
W XVII wieku obwarowania straciły na znaczeniu i nieodnawiane zaczęły podupadać. W 1764 roku po pożarze miasta władzę pozwoliły na rozbiórkę murów przeznaczając uzyskany w ten sposób materiał na odbudowę miasta. Rozebrano wówczas przedpiersia i mury, znikły też drewniane ganki. W 1819 roku w celu usprawnienia komunikacji wyburzono bramy miejskie oszczędzając jedynie basztę Bramy Krośnieńskiej. Osuszono także fosę.
Pomimo rozbiórek obwarowania Kożuchowa należą do najlepiej zachowanych w Polsce. Mury i fosa zachowały się niemal na całej średniowiecznej długości. Mury dochodzą miejscami do wysokości 7 metrów, a przy plebanii zachowały się w pierwotnej wysokości wraz z przedpiersiami. W zachowanej XV-wiecznej baszcie Bramy Krośnieńskiej mieści się obecnie muzeum regionalne. Wyremontowana została także jedna z baszt-czatowni przy ulicy Szprotawskiej.

## Galeria

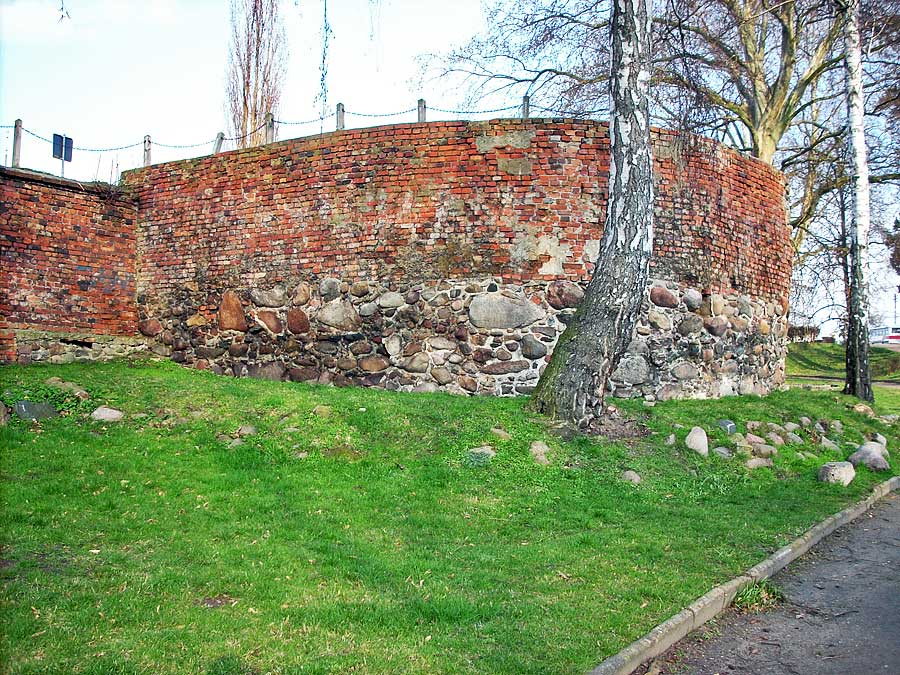
Basteja
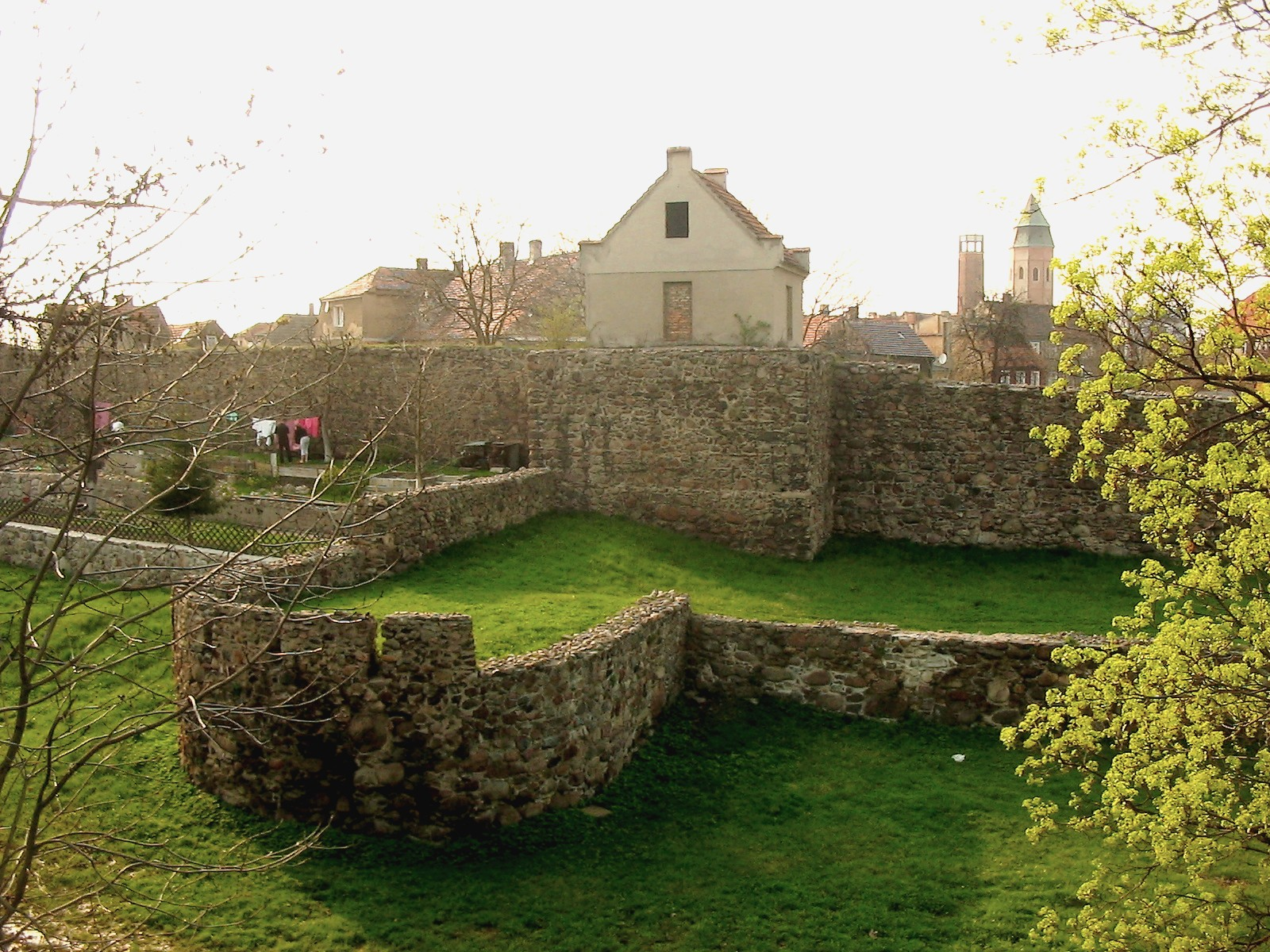
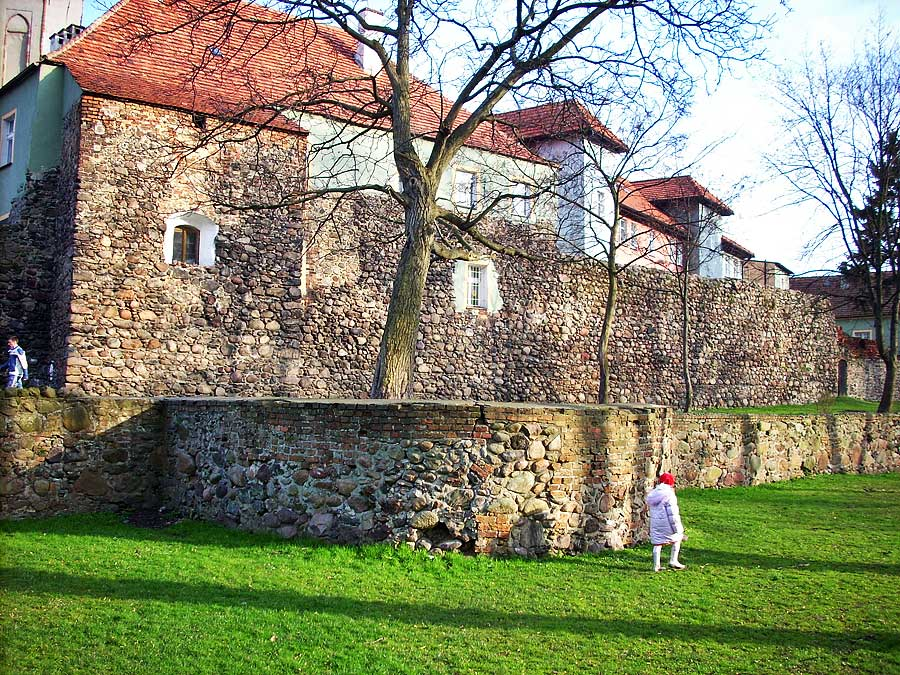
Mury przy plebanii
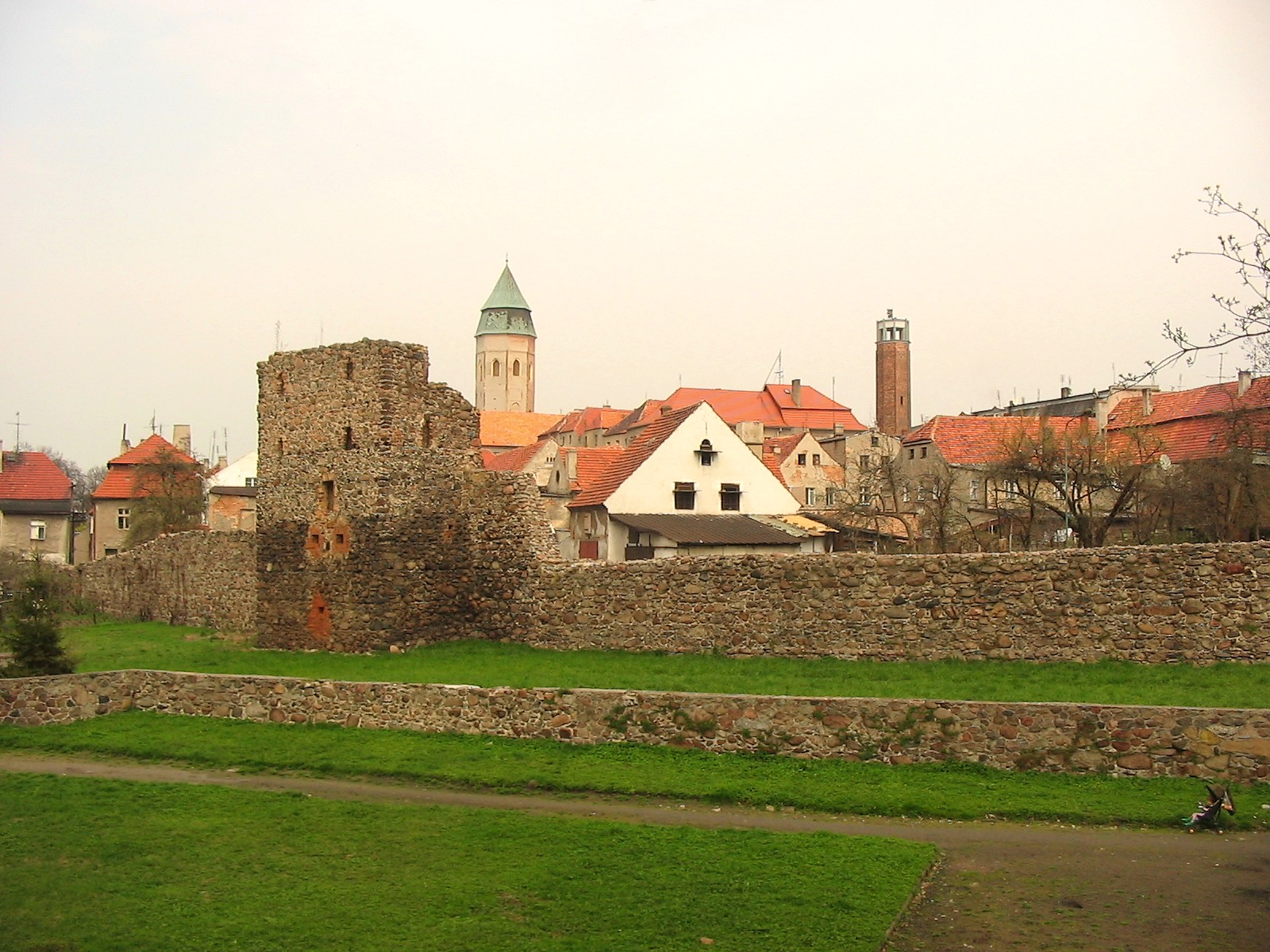
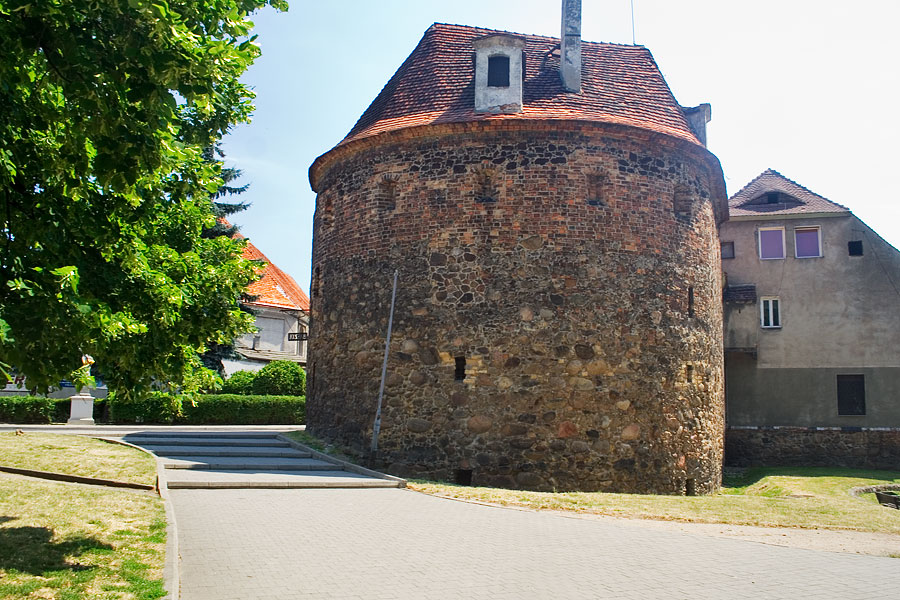
Baszta Bramy Krośnieńskiej